# Die Baumwollpflücker
Die Baumwollpflücker ist ein Roman von B. Traven aus dem Jahr 1925, der zunächst in der Zeitung Vorwärts erschien. Im darauffolgenden Jahr wurde es in erweiterter Form beim Buchmeister-Verlag Berlin/Leipzig unter dem Titel Der Wobbly veröffentlicht. Wobbly ist ein Spitzname für Mitglieder der US-amerikanischen Gewerkschaft Industrial Workers of the World.
Der Roman schildert in der Ich-Form das Leben des lakonischen, US-amerikanischen Tagelöhners Gales im Mexiko der 1920er Jahre. Gales lebt von der Hand in den Mund und arbeitet für Hungerlöhne als Baumwollpflücker auf Baumwollplantagen, Ölfeldern, in einer Bäckerei und als Cowboy für einen Viehtreck. Die Geschichte beschreibt die sozialen Ungerechtigkeiten und die Ausbeutung der Arbeiter zu jener Zeit in Mexiko. Der Roman weist autobiographische Bezüge zu Travens Leben auf. 

## Verfilmung
Das Buch wurde 1969 als achtteilige Fernsehserie im Auftrag des WDR verfilmt und 1970 im Vorabendprogramm gezeigt. Die Hauptrollen spielten Helmut Schmid, Jürgen Goslar und Liselotte Pulver. Die Serie wurde 1973 an vier Terminen im September und Oktober mit jeweils zwei Folgen an einem Abend wiederholt. Die letzte Folge wurde 1970 bei der Erstausstrahlung nicht gesendet. Als Filmmusik wurde ein vertontes Gedicht von B. Traven verwendet, das Lied der Baumwollpflücker (Es trägt der König meine Gabe, der Millionär, der Präsident…).

## Ausgabe
- B. Traven: Die Baumwollpflücker. Roman. 2. Auflage. Ullstein Verlag, Frankfurt am Main, Berlin 1993, ISBN 3-548-22849-6.